# Näktergalen

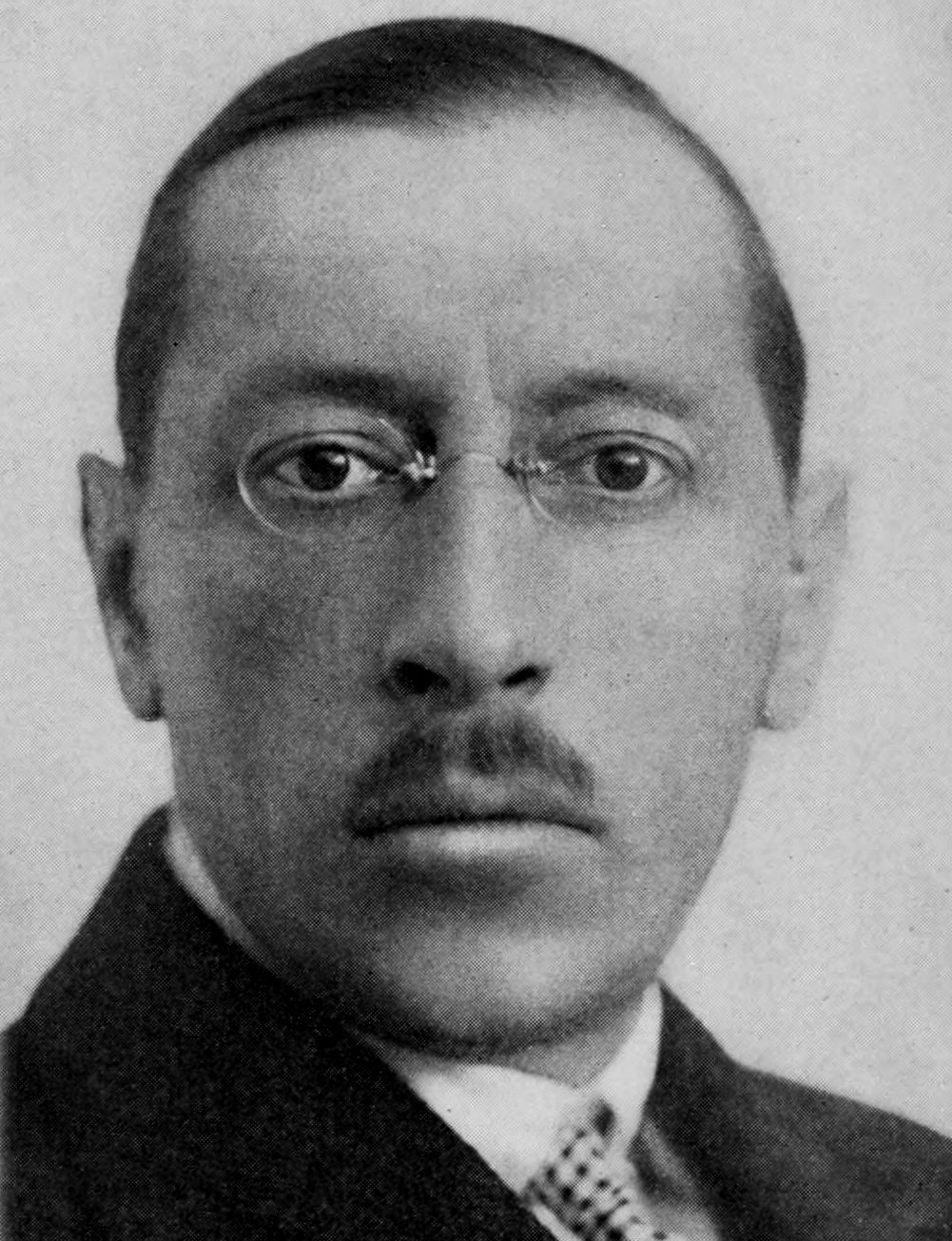
Igor Stravinskij

Näktergalen (ryska: Соловей, Solovej; franska: Le rossignol) är en sagoopera i tre akter med musik av Igor Stravinskij. Librettot är av Stephan Mitusov och bygger på H. C. Andersens saga Näktergalen.

## Historia
Stravinskij började arbetet med operan 1907 inspirerad av Nikolaj Rimskij-Korsakovs Guldtuppen, men när han var färdig med första akten fick han beställning på baletten Eldfågeln och därefter Petrusjka och Våroffer, så det blev först vintern 1913-14 som han återupptog arbete på operan. Verket fullbordades 1914 och under tiden hade hans stil förändrats radikalt och han kunde inte längre gå tillbaka till den Tjajkovskijpräglade karaktären i första akten. Operan hade urpremiär på Théâtre National de l'Opéra i Paris den 26 maj 1914. Den framfördes i Sverige på Stockholms kammaroperaverkstad våren 1977.
Senare omarbetade kompositören operan till den symfoniska dikten Le chant du rossignol med musik från operans två sista akter.

## Personer
- Näktergalen (sopran)
- Kokerskan (sopran)
- Fiskaren (tenor)
- Kejsaren av Kina (baryton)
- Kammarherren (bas)
- En bonze, en buddhistpräst (bas)
- Döden (alt)
- Tre japanska sändebud (två tenorer respektive en baryton)
- Hovfolk, andarnas kör (kör)

## Handling
Operan utspelar sig i sagans Kina och följer H.C. Andersens saga.
Akt I
En fiskare lyssnar till näktergalens underbara sång. Hovfolket bjuder in näktergalen till den kinesiske kejsarens hov. Näktergalen följer gärna med.
Akt II
Näktergalen sjunger för kejsaren och rör denne till tårar. Japanska sändebud medför en konstgjord näktergal som gåva från deras kejsare. Under tiden som leksaken överlämnas och hänför hovfolket, flyger näktergalen obemärkt därifrån.
Akt III
Kejsaren ligger för döden. Allt hopp är ute och döden bevakar honom. Han kallar på musik. Endast näktergalen hör honom och sjunger sin sång för honom. Kejsaren tillfrisknar.